# Barry White
Barry White født Barry Eugene Carter (12. september 1944 – 4. juli 2003), var en amerikansk pladeproducent og sanger, med en produktion af soul og disco.
White led af forhøjet blodtryk, hvilket betød at hans nyrer tog skade. White døde som følge af nyresvigt.

## Diskografi
- I've Got So Much to Give (1973)
- Stone Gon' (1973)
- Can't Get Enough (1974)
- Just Another Way to Say I Love You (1975)
- Let the Music Play (1976)
- Is This Whatcha Wont? (1976)
- Barry White Sings for Someone You Love (1977)
- The Man (1978)
- I Love to Sing the Songs I Sing (1979)
- The Message Is Love (1979)
- Sheet Music (1980)
- Barry & Glodean (With Glodean White) (1981)
- Beware! (1981)
- Change (1982)
- Dedicated (1983)
- The Right Night & Barry White (1987)
- The Man Is Back! (1989)
- Put Me in Your Mix (1991)
- The Icon Is Love (1994)
- Staying Power (1999)